# Zápisník 13 bobříků
Zápisník třinácti bobříků je kapesní knížečka, v prvním vydání sestavená dr. Karlem Burešem, Foglarovým kolegou z nakladatelství Melantrich. Knížečka obsahovala mnoho textů Jaroslava Foglara, poprvé byla vydána nakladatelstvím Jan Kobes v září roku 1941.
Bobříci a jejich lov se poprvé objevily ve Foglarově knize Hoši od Bobří řeky. Aby chlapci nemuseli při lovu bobříků pokaždé hledat v knize, byl vydán Zápisník třinácti bobříků, jako příruční knížečka.

## Obsah knihy
Knížečka obsahuje popis jednotlivých bobříků a jejich barvy, podmínky pro jejich splnění, tabulky výkonů pro ulovení každého z bobříků, místo pro zapsání, kdy byl uloven, tabulku pro celkový přehled a různé rady, jak bobříky lovit.
Část knížečky je také věnována Modrému životu, obsahuje i tabulky pro vyplnění každý měsíc roku.

### Verze z roku 1946
Obsahuje také politické, sportovní (zpracoval dr. Karel Bureš) a všeobecně vzdělávací informace v následujících kapitolách (výběr):
- ČSR – srdce Evropy
- OSN
- President Osvoboditel
- President Budovatel
- Květen 1945
- Vláda národní fronty
- Sokolský slet
- ÚNS – čs. parlament
- Druhá světová válka
- 28. říjen
- Naše armáda
- O tělesné výchově v ČSR
- Zásady správného oblékání
- Dětské nemoci
- O kouření
- O časopisu „Vpřed“
- Kroužky na ledě
- Jízda na lyžích
- Kopaná na malém hřišti
- Závodní kolo
- Položka odrážkového seznamu
- Odbíjená ve dvojicích
- Trocha footballové techniky
- Laciný hockey na ledě

### Verze z roku 1970
Obsahuje také další kapitoly:
- O špatných vlastnostech
- Osudy mé knížky Hoši od Bobří řeky
- 10 pravidel slušných chlapců a děvčat
- Neutíkejte z domova!
- Můj nejlepší lehkoatletický výkon
- Jak rostu
- Krabička poslední záchrany
- Kouzelná léta
- Drobné hry a závody v přírodě
- Malé hry a hříčky v klubovně
- Pořadí, v jakém byla za sebou psány knížky Jaroslava Foglara
- Rikitanovo proroctví

## Citát
Ale bobříci, o kterých bude řeč v této knížečce, nejsou živí a nikoho z vás nepokoušou. Jsou to zkoušky nejrůznějších vašich vlastností, schopností, znalostí i dovedností – a podle toho, jak se která zkouška komu z vás povede či nepovede, se pozná, jaký kdo je. Zda schopný, statečný a dovedný, či strašpytel, lenoch, slaboch a nešika...Tak jen s chutí do toho!...Neboj se neúspěchů! Nedej se odradit! Lovu zdar! Lovu zdar! Lovu zdar! 
Jaroslav Foglar

## Přehled bobříků
1. bobřík mrštnosti – žlutý
2. bobřík míření – světle zelený
3. bobřík záchrany – černý
4. bobřík plavec – červený
5. bobřík dobrých činů – tmavě modrý
6. bobřík odvahy – tmavě hnědý
7. bobřík květin – tmavě zelený
8. bobřík velkého mlčení – oranžový
9. bobřík osamělosti – růžový
10. bobřík zručnosti – fialový
11. bobřík síly – světle modrý
12. bobřík hladu – světle hnědý
13. bobřík ušlechtilosti – bílý

## Vydání knihy
- 1941 Zápisník 13 bobříků – vydal Jan Kobes (sestavil Karel Bureš)
- 1946 Zápisník 13 bobříků – Mladá fronta pro časopis Vpřed (sestavil Karel Bureš a Jaroslav Foglar)
- 1947 Druhý Zápisník 13 bobříků – Mladá fronta (sestavil Karel Bureš a Jaroslav Foglar)
- 1970 Zápisník 13 bobříků – PULS Ostrava (sestavil, obálka a ilustrace: Jaroslav Foglar)
- 1991 Pátý zápisník 13 bobříků – vydal Šebek a Pospíšil, Mladá Boleslav (ilustrace J. Foglar, obálka M. Čermák)
- 2007 Zápisník třinácti bobříků – vydal Ostrov, Praha (ilustrace a text J. Foglar, obálka M. Čermák)
- 2011 Zápisník třinácti bobříků – vydal Ostrov, Praha (ilustrace a text J. Foglar, obálka M. Čermák)

## Obdoba Zápisníku
Obdobou Zápisníku 13 bobříků byla knížečka "Můj turistický zápisník", vydaná Merkurem v Praze a rozdávaná zdarma v pobočkách České spořitelny a v Turistických oddílech mládeže.
- 1985, 1986, 1990 Můj turistický zápisník – Merkur, Praha (napsal J. Foglar a Kamil Budera-Akim)[7]